# John Mullan
John Mullan (London, 6 agosto 1958) è un critico letterario britannico, esperto di letteratura inglese del XVIII secolo.

## Biografia
John Mullan ha studiato letteratura inglese al King's College dell'Università di Cambridge, laureandosi nel 1980. Nel dicembre 1984 ha completato il dottorato di ricerca, per poi diventare Fellow del Jesus College dal 1984 al 1987. Dopo un breve periodo alla Queen Mary University of London, dal 1987 al 1991 ha insegnato letteratura inglese al Fitzwilliam e al Robinson College dell'Università di Cambridge. Dal 1994 insegna letteratura del XVIII secolo all'University College London, diventando campo del dipartimento di letteratura inglese nel 2011.
Per quanto la sua specialità sia la letteratura inglese del settecento, Mulla si è occupato anche della letteratura della Restaurazione  (in particolare l'opera di John Dryden) e del primo ottocento, con particolare attenzione a Percy Bysshe Shelley e Jane Austen. Ha curato l'edizione critica della Oxford University Press di Lady Roxana (1996), The Political History of the Devil (2004) di Daniel Defoe e Ragione e sentimento (2019) di Austen. Ha inoltre pubblicato numerosi articoli su Hume, Smith, Richardson, Swift, Sterne e Johnson. Nel 2008 e 2009 è stato un membro della giuria per l'assegnazione del Man Booker Prize. Ha curato una rubrica settimanale sulla letteratura contemporanea su The Guardian per oltre un decennio e ha collaborato spesso con la BBC Radio 4.

## Opere (parziale)
- Sentiment and Sociability: The Language of Feeling in the Eighteenth Century, Oxford, Oxford University Press, 1990. ISBN 978-0198122524
- How Novels Work, Oxford, Oxford University Press, 2006. ISBN 0-19-928177-7
- Anonymity: A Secret History of English Literature, Princeton, Princeton University Press, 2008. ISBN 0-691-13941-5
- What Matters in Jane Austen?: Twenty Crucial Puzzles Solved , Londra, Bloomsbury Publishing. ISBN 978-1408820117
- The Artful Dickens: The Tricks and Ploys of the Great Novelist, Londra, Bloomsbury Publishing. ISBN 978-1408866818